# Nguyễn Xuân Tư
Nguyễn Xuân Tư (19 tháng 9 năm 1957 – 02 tháng 9 năm 2014) là phó giáo sư, tiến sĩ, Trung tướng Công an nhân dân Việt Nam. Ông từng là Phó Tổng cục trưởng Tổng cục Xây dựng lực lượng Công an nhân dân, Bộ Công an, quê tại Hải Dương và cư ngụ tại quận Cầu Giấy, thành phố Hà Nội.
Ông sinh ra tại xã Hiệp Hoà, huyện Kinh Môn, tỉnh Hải Dương. Nguyễn Xuân Tư vào lực lượng Công an năm 1974, vào Đảng Cộng sản Việt Nam năm 1979.
Tháng 6/2008, ông được phong hàm Thiếu tướng và đến tháng 7/2013 được thăng hàm Trung tướng.
Tháng 11/2010, ông được phong hàm Phó Giáo sư.
Ông có Huân chương Quân công hạng Nhất, Huân chương Vì An ninh Tổ quốc, Huy chương Chiến sĩ vẻ vang hạng nhất, nhì, ba, và được tặng thưởng nhiều Huân, Huy chương, Bằng khen, Giấy khen của Nhà nước, Bộ Công an và Tổng cục Xây dựng lực lượng CAND. Nguyễn Xuân Tư làm phó tổng cục trưởng Tổng cục Xây dựng lực lượng Công an nhân dân lúc mất.
Ông qua đời ngày 2 tháng 9 năm 2014 vì tai nạn giao thông tại quốc lộ 5 thuộc địa phận huyện Mỹ Hào, tỉnh Hưng Yên.